# Notiphila scalaris
Notiphila scalaris är en tvåvingeart som beskrevs av Friedrich Hermann Loew 1862. Notiphila scalaris ingår i släktet Notiphila och familjen vattenflugor. Inga underarter finns listade i Catalogue of Life.